# Płasków
Płasków – wieś w Polsce położona w województwie mazowieckim, w powiecie radomskim, w gminie Jedlińsk. Ma status sołectwa.
W skład sołectwa Płasków wchodzi także kolonia Józefów.
Prywatna wieś szlachecka Plasków, położona była w drugiej połowie XVI wieku w powiecie radomskim województwa sandomierskiego. W latach 1975–1998 miejscowość administracyjnie należała do województwa radomskiego.
Wierni Kościoła rzymskokatolickiego należą do parafii  Świętych Apostołów Piotra i Andrzeja w Jedlińsku.